# Жигалов, Алексей Кузьмич
Алексе́й Кузьми́ч Жига́лов (20 апреля 1905, Троицкое, Пензенская губерния — 15 сентября 1971, Ленинград) — советский партийный деятель (1-й секретарь Смольнинского райкома, уполномоченный Комиссии партийного контроля при ЦК ВКП(б), секретарь Ивановского и Владимирского обкомов); директор Ленинградского военно-механического института (1957—1961).

## Биография
Родился 20 апреля 1905 года в с. Троицком Чембарской волости Пензенской губернии.
В 1921 году, не окончив среднюю школу, поступил учеником слесаря в школу ФЗУ на Пензенском трубочном заводе. В 1922 году избран заместителем секретаря горкома комсомола г. Пензы.
В 1923 году по комсомольской путёвке направлен на воинскую службу на Балтийский флот. Служил машинистом на линкоре «Марат»; в 1925 году вступил в ВКП(б), с 1926 — комсорг бригады подводных лодок, делегат VIII съезда ВЛКСМ (1928).
В 1928 году по личной инициативе С. М. Кирова в числе первой партийной тысячи Политуправлением флота направлен на учёбу в Московскую горную академию, после её разделения в 1930 г. на шесть вузов переведен в Московский институт стали имени И. В. Сталина. В 1933 году, по окончании института, поступил в аспирантуру Ленинградского института металлов (ныне ОАО ЦНИИМ), в 1936 году защитил кандидатскую диссертацию.
С 1936 года — инструктор отдела науки Ленинградского горкома ВКП(б), в 1938 избран первым секретарём Смольнинского райкома партии г. Ленинграда.
В феврале-марте 1939 года — заместитель заведующего Отдела пропаганды и агитации (устной и печатной) ЦК ВКП(б) под руководством А. А. Жданова; был делегатом XVIII съезда ВКП(б) (1939).
В 1939—1941 годы работал в Комиссии партийного контроля при ЦК ВКП (б): уполномоченный по Приморскому краю (1939—1940), уполномоченный по Хабаровскому краю (1940—1941), ответственный контролёр в Москве (1941).
В первые месяцы Великой Отечественной войны утверждён парторгом Завода № 2 Наркомата оборонной промышленности (Ковров).
«…за период войны коллектив завода прошел большую и трудную школу, научился мобилизовывать свой опыт, знания и силы на борьбу за выполнение правительственных заданий.
По итогам работы за май 1943 года коллектив завода во Всесоюзном социалистическом соревновании снова занял первое место. 24 июня состоялся общезаводской митинг, на котором победителям в третий раз вручили Красное знамя ЦК ВКП(б).
Давая обещание превзойти врага по выпуску военной техники, с речами выступили парторг ЦК ВКП(б) на заводе А. К- Жигалов, бригадир фронтовой бригады Е. М. Шманова, заместитель наркома И. А. Барсуков, конструктор П. М. Горюнов и другие. Затем в заводские ворота под звуки марша, четко отбивая шаг, вошли бойцы гвардейской кавалерийской части. Впереди шел знаменосец с развевающимся полотнищем. Сверкали обнаженные клинки в руках у ассистентов. На головы собравшихся полетели белыми птицами тысячи листовок с поздравлениями по случаю радостной трудовой победы. Раздались овации, крики „ура“!»
В 1944—1945 годы — секретарь Ивановского, с 1945 — секретарь Владимирского обкома партии.
В 1946 году был арестован и за «измену родине» приговорён к высшей мере наказания — 25 лет лишения свободы, помещён в Александровский централ вблизи Иркутска. В 1953 году, после смерти И. В. Сталина, переведён во Владимирскую пересыльную тюрьму. В 1955 году был полностью реабилитирован решением Коллегии Верховного суда СССР.
В 1955—1957 годы работал старшим научным сотрудником Центрального НИИ материалов (Ленинград).
С 15.11.1957 по 10.1.1961 — директор Ленинградского Военно-механического института (ЛВМИ); одновременно преподавал на кафедре технологии металлов.
Годы, в которые Алексей Кузьмич Жигалов исполнял обязанности директора Ленинградского ордена Красного Знамени Военно-механического института, характеризуются как период активного становления института в новом качестве.
Началось образование отраслевых научно-исследовательских лабораторий по важнейшим направлениям науки и техники, ориентированных на решение приоритетных задач, поставленных отраслями народного хозяйства. Было открыто студенческое научно-исследовательское бюро. Военмех был приобщен к проводящимся в стране работам по созданию ракетного комплекса морского базирования (комплекс Д-6). Ему были выделены большие ресурсы в виде бюджетных ас- сигнований, заказов на ведение хоздоговорных НИР, дополнительных площадей и земельных участков. Была достигнута сбалансированность в проведении фундаментальных и прикладных научных исследований, создана опытно-экспериментальная лаборатория с бюджетным финансированием, что в ту пору было большой редкостью, и построен современный стенд для испытаний натурных и моделей крупногабаритных ракетных двигателей на твердом топливе.
Для учебного процесса и НИР, расширения материально- технической базы были получены помещения прилегающих к институту зданий, относящихся к жилому фонду, которые затем переоборудовались в аудитории, лаборатории, дипломные кабинеты.
1961 по 1967 годы — начальник отдела, секретарь парткома на предприятии п/я 688 (Конструкторское бюро электронной технологии «Агат», Ленинград). С 1967 года — персональный пенсионер союзного значения.
Умер от инфаркта 15 сентября 1971 года в Ленинграде. Похоронен на Серафимовском кладбище.

### Семья
Жена — Валентина Антоновна (урожд. Шитикова; 27.11.1911 — 28.12.1974).
Дочь — Наталья (в замужестве Макарова; р. 7.5.1936), архитектор-градостроитель, член Союза архитекторов РФ; её дети — Виктория Николаевна Макарова (р. 20.12.1964), архитектор, и Денис Николаевич Макаров (р. 26.6.1969), адвокат.

## Награды и премии
- Орден Трудового Красного Знамени (18.01.1942)[2][3][7]
- Орден Красной Звезды (5.01.1945)[2][3][8]
- медали:
  - «За оборону Москвы»
  - «За оборону Ленинграда»
  - «За доблестный труд в Великой Отечественной войне 1941—1945 гг.»
  - «В ознаменование 100-летия со дня рождения Владимира Ильича Ленина».